# Chad (Vorname)
Chad ist ein männlicher Vorname, der vor allem in den USA gebräuchlich ist.
Die Herkunft und Bedeutung des Namens sind nicht genau bekannt. Möglicherweise ist er eine Abwandlung des englischen Namens Ceadda, der auf das walisische Wort cad für Kampf oder Schlacht zurückgehen soll. Er könnte sich aber auch als eigenständiger Name aus der Abkürzung des Vornamens Chadwick entwickelt haben.

## Namensträger
Ein Träger des alten englischen Namens Ceadda ist Der Heilige Chad (* um 623; † 672), der von 664 bis 669 zweiter Bischof von York war.
- Chad Allan (Musiker) (1943–2023), kanadischer Rockmusiker
- Chad Allan (Eishockeyspieler) (* 1976), kanadischer Eishockeyspieler
- Chad Allen (* 1974), US-amerikanischer Schauspieler
- Chad Bassen (* 1983), deutsch-kanadischer Eishockeyspieler
- Chad Beyer (* 1986), US-amerikanischer Radrennfahrer
- Chad Brock (* 1963), US-amerikanischer Country-Sänger
- Chad Brown (Baptist) (um 1600–um 1650), englischer Baptist und Mitgründer von Providence, Rhode Island
- Chad Brown (Pokerspieler) (1961–2014), US-amerikanischer Pokerspieler
- Chad Lefkowitz-Brown (* 1989), US-amerikanischer Jazzmusiker
- Chad Butler, bekannt als Pimp C (1973–2007), US-amerikanischer Rapper und Hip-Hop-Produzent
- Chad Campbell (* 1974), US-amerikanischer Golfspieler
- Chad Channing (* 1967), US-amerikanischer Schlagzeuger
- Chad Dawson (* 1982), US-amerikanischer Boxer
- Chad Deering (* 1970), US-amerikanischer Fußballspieler
- Chad Donella (* 1978), kanadischer Schauspieler
- Chad Everett (1937–2012), US-amerikanischer Schauspieler
- Chad Eveslage (* 1991), US-amerikanischer Pokerspieler
- Chad Faust (* 1980), kanadischer Schauspieler
- Chad Fleischer (* 1972), US-amerikanischer Skirennläufer
- Chad Gould (* 1982), englisch-philippinischer Fußballspieler
- Chad Gray (* 1971), US-amerikanischer Sänger
- Chad Hartley (* 1981), US-amerikanischer Radrennfahrer
- Chad Hedrick (* 1977), US-amerikanischer Inline-Speedskater und Eisschnellläufer
- Chad Hennings (* 1965), US-amerikanischer American-Football-Spieler
- Chad Hugo (Charles Hugo; * 1974), US-amerikanischer Musikproduzent
- Chad Hunt (* 1975), Pseudonym eines US-amerikanischen Pornodarstellers
- Chad Hurley (* 1977),  US-amerikanischer Geschäftsmann
- Chad I Ginsburg (* 1972), US-amerikanischer Rockmusiker
- Chad Johnson, bekannt als Chad Ochocinco (* 1978), US-amerikanischer American-Football-Spieler
- Chad Kroeger (Chad Robert Turton; * 1974), kanadischer Sänger und Gitarrist
- Chad LaRose (* 1982), US-amerikanischer Eishockeyspieler
- Chad Marshall (* 1984), US-amerikanischer Fußballspieler
- Chad McCullough (* um 1980), US-amerikanischer Jazzmusiker
- Chad Michaels (* 1971), US-amerikanische Dragqueen
- Chad Michael Murray (* 1981), US-amerikanischer Schauspieler
- Chad Muska (* 1977), US-amerikanischer Skateboarder
- Chad Oliver (Symmes Chadwick Oliver; 1928–1993), US-amerikanischer Schriftsteller
- Chad Pennington  (James Chadwick Pennington; * 1976), US-amerikanischer American-Football-Spieler
- Chad Prewitt (* 1980), US-amerikanischer Basketballspieler
- Chad Silver (1969–1998), schweizerisch-kanadischer Eishockeyspieler
- Chad Smith (Schauspieler), US-amerikanischer Schauspieler
- Chad Smith (Chadwick Gaylord Smith; * 1961), US-amerikanischer Schlagzeuger
- Chad Stahelski (1968), US-amerikanischer Regisseur und Stuntman
- Chad Todhunter (* 1976), US-amerikanischer Schauspieler
- Chad Trujillo (Chadwick A. Trujillo; * 1973), US-amerikanischer Astronom
- Chad Urmston (* 1976), US-amerikanischer Bandleader
- Chad Varah (1911–2007), britischer Geistlicher
- Chad Wackerman (* 1960), US-amerikanischer Schlagzeuger
- Chad Wiseman (* 1981), kanadischer Eishockeyspieler
- Chad Zielinski (* 1964), US-amerikanischer Geistlicher, Bischof von New Ulm